# オーアライダー
オーアライダー（生年月日不明 - ）は、日本の覆面レスラー。

## 経歴
2012年3月25日、ごじゃっぺプロレス大洗マリンタワー前広場大会の対サラマンダー戦でデビュー。
2012年10月、テレビアニメ「ガールズ&パンツァー」第4話で主人公らが大洗リゾートアウトレットを散策するシーンで同アウトレットモールに掲示された「ビアガーデンプロレス」のポスターに描かれている。
2013年1月から5月、茨城県大洗町で開催されたガールズ&パンツァーの「スタンプラリー」の景品で主人公「西住みほ」とのコラボレーションステッカーに描かれている。
2019年3月10日、GJPプロレスリングの代表に就任。
2024年9月1日、DDTプロレスリングと蝶野正洋がタッグを組んだ防災イベント「STFプロジェクト」プロレスイベントに参戦。10年ぶりの復活を果たした。 フィッシャーマンズ・スープレックス・ホールドで大石真翔から勝利を収めた。

## 得意技
ファイヤーバードスプラッシュ
フィッシャーマンズ・スープレックス・ホールド
サンライズスープレックス
バックドロップ
GBP

## 入場曲
- 磯ジャングル
- ISO DANCE